# Птичево
Птичево (болг. Птичево) — село в Болгарии. Находится в Тырговиштской области, входит в общину Омуртаг. Население составляет 267 человек.

## Политическая ситуация
В местном кметстве Птичево, в состав которого входит Птичево, должность кмета (старосты) исполняет Мехмед Ереджебов Ахмедов (Движение за права и свободы (ДПС)) по результатам выборов правления кметства.
Кмет (мэр) общины Омуртаг — Неждет Джевдет Шабан Движение за права и свободы (ДПС)) по результатам выборов в правление общины.